# Canoa/kayak ai Giochi della XX Olimpiade - C1 1000 metri maschile
La competizione del C1 1000 metri maschile di Canoa/kayak ai Giochi della XX Olimpiade si è disputata nei giorni dal 5 al 9 settembre 1972 presso il Regattastrecke Oberschleißheim di Oberschleißheim.

## Programma
| Data             | Round      | Nota                                        |
| ---------------- | ---------- | ------------------------------------------- |
| 5 settembre 1972 | 2 Batterie | I primi 3 in finale. I restanti ai recuperi |
| 8 settembre 1972 | 1 Recupero | I primi 3 in finale                         |
| 9 settembre 1972 | Finale     |                                             |

## Risultati

### Batterie
| Pos. | Atleta             | Nazione        | 500 m   | Finale  | Nota |
| ---- | ------------------ | -------------- | ------- | ------- | ---- |
| 1    | Tamás Wichmann     | Ungheria       | 2'11"47 | 4'29"01 | Q    |
| 2    | Boris Lyubenov     | Bulgaria       | 2'12"39 | 4'32"03 | Q    |
| 3    | Jerzy Opara        | Polonia        | 2'12"19 | 4'32"39 | Q    |
| 4    | Roberto Altamirano | Messico        | 2'13"41 | 4'34"52 |      |
| 5    | András Törő        | Stati Uniti    | 2'17"38 | 4'39"92 |      |
| 6    | Jiří Čtvrtečka     | Cecoslovacchia | 2'11"90 | 4'54"56 |      |
| 7    | John Wood          | Canada         | 2'15"38 | 4'56"70 |      |

| Pos. | Atleta               | Nazione          | 500 m   | Finale  | Nota |
| ---- | -------------------- | ---------------- | ------- | ------- | ---- |
| 1    | Detlef Lewe          | Germania Ovest   | 2'13"46 | 4'31"79 | Q    |
| 2    | Vasyl Yurchenko      | Unione Sovietica | 2'14"70 | 4'33"34 | Q    |
| 3    | Dirk Weise           | Germania Est     | 2'15"37 | 4'41"04 | Q    |
| 4    | Jean-François Millot | Francia          | 2'23"18 | 4'52"30 |      |
| 5    | Tetsumasa Yamaguchi  | Giappone         | 2'23"42 | 4'53"66 |      |
| 6    | Ivan Patzaichin      | Romania          |         | 6'34"65 |      |

### Recupero
| Pos. | Atleta               | Nazione        | 500 m   | Finale  | Nota |
| ---- | -------------------- | -------------- | ------- | ------- | ---- |
| 1    | Ivan Patzaichin      | Romania        | 2'03"11 | 4'11"90 | Q    |
| 2    | Jiří Čtvrtečka       | Cecoslovacchia | 2'02"46 | 4'14"99 | Q    |
| 3    | Roberto Altamirano   | Messico        | 2'04"00 | 4'15"24 | Q    |
| 4    | Jean-François Millot | Francia        | 2'02"11 | 4'20"70 |      |
| 5    | John Wood            | Canada         | 2'05"42 | 4'24"40 |      |
| 6    | András Törő          | Stati Uniti    | 2'06"14 | 4'25"23 |      |
| 7    | Tetsumasa Yamaguchi  | Giappone       | 2'10"76 | 4'36"34 |      |

### Finale
| Pos.    | Atleta             | Nazione          | 500 m   | Finale  | Nota |
| ------- | ------------------ | ---------------- | ------- | ------- | ---- |
| Oro     | Ivan Patzaichin    | Romania          | 2'02"69 | 4'08"94 |      |
| Argento | Tamás Wichmann     | Ungheria         | 2'02"99 | 4'12"42 |      |
| Bronzo  | Detlef Lewe        | Germania Ovest   | 2'02"49 | 4'13"63 |      |
| 4       | Dirk Weise         | Germania Est     | 2'04"89 | 4'14"38 |      |
| 5       | Vasyl Yurchenko    | Unione Sovietica | 2'03"83 | 4'14"43 |      |
| 6       | Boris Lyubenov     | Bulgaria         | 2'03"95 | 4'14"65 |      |
| 7       | Jiří Čtvrtečka     | Cecoslovacchia   | 2'04"43 | 4'14"98 |      |
| 8       | Roberto Altamirano | Messico          | 2'06"39 | 4'20"39 |      |
| 9       | Jerzy Opara        | Polonia          | 2'05"13 | 4'21"05 |      |